# Convenció de Sand River
La Convenció de Sand River fou un acord entre la Gran Bretanya i els bòers de la província de Transvaal per la qual els britànics reconeixien la independència de les comunitats bòers de més enllà del Vaal. A canvi els bòers van prometre abolir l'esclavatge i no interferir en els afers de la Sobirania del Riu Orange i en els seus afers interns. Fou signada el 17 de gener de 1952 per Andries Pretorius per part dels bòers, i William Hogge i Mostyn Owen per part dels britànics, a un lloc a la riba del riu Sand.